# Памятник Есенину на Тверском бульваре
Памятник Сергею Александровичу Есенину — скульптурная композиция на Тверском бульваре в Москве, работы скульптора Анатолия Бичукова. Открытие, приуроченное к столетию со дня рождения поэта, состоялось 2 октября 1995 года.
Памятник, расположенный на каменном постаменте со ступенчатым основанием, выполнен из бронзы и изображает поэта стоя в полный рост. Расстёгнутая рубаха придаёт образу открытость, и, вместе с тем, незащищённость — «душа нараспашку». Позади статуи — изящный элемент растительного декора, на которую поэт опирается правой рукой. неподалёку от монумента находится миниатюрная фигура Пегаса, символизирующая литературное кафе «Стойло Пегаса», располагавшееся неподалёку, где любили собираться поэты Серебряного века.